# Sankt Radegund bei Graz
Sankt Radegund bei Graz osztrák község Stájerország Graz-környéki járásában. 2017 januárjában 2123 lakosa volt.

## Elhelyezkedése

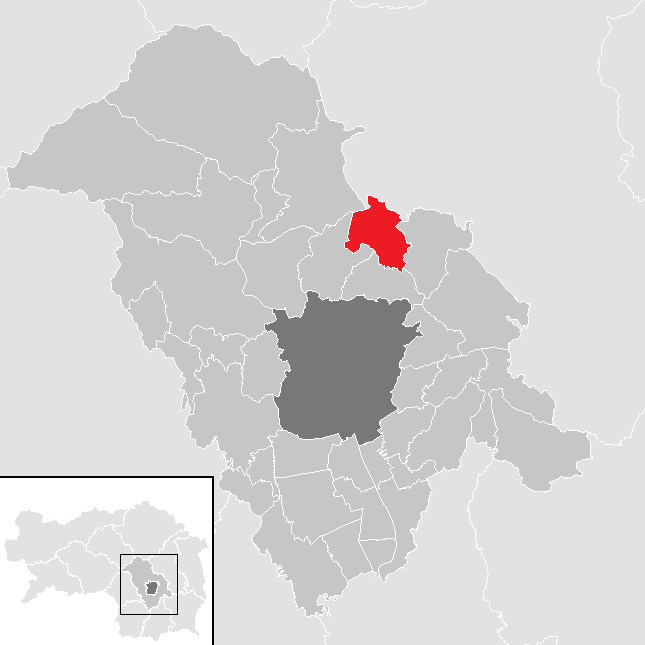
Sankt Radegund bei Graz a Graz-környéki járásban

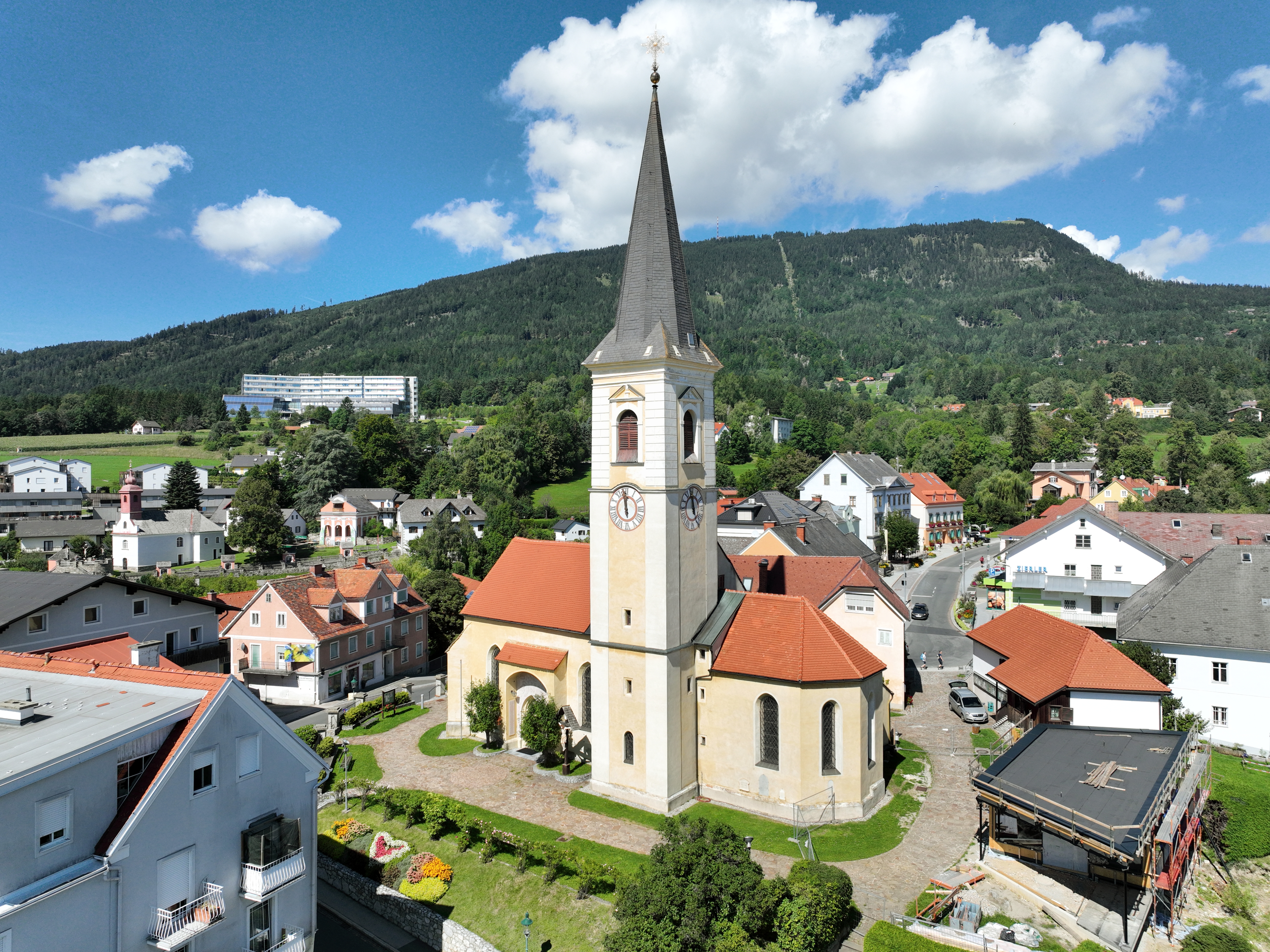
A Szt. Radegundis-plébániatemplom

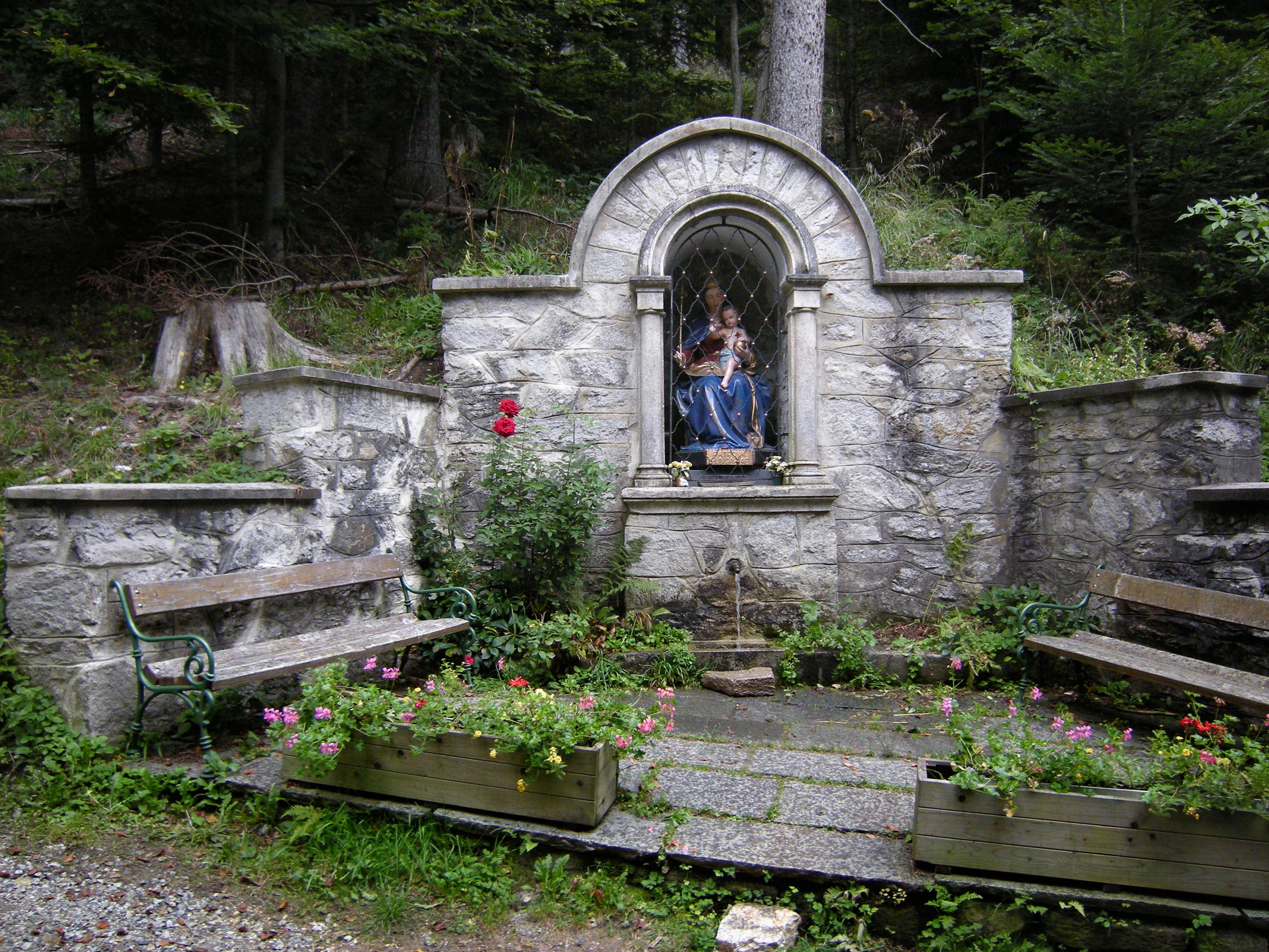
A Magyar Madonna-forrás

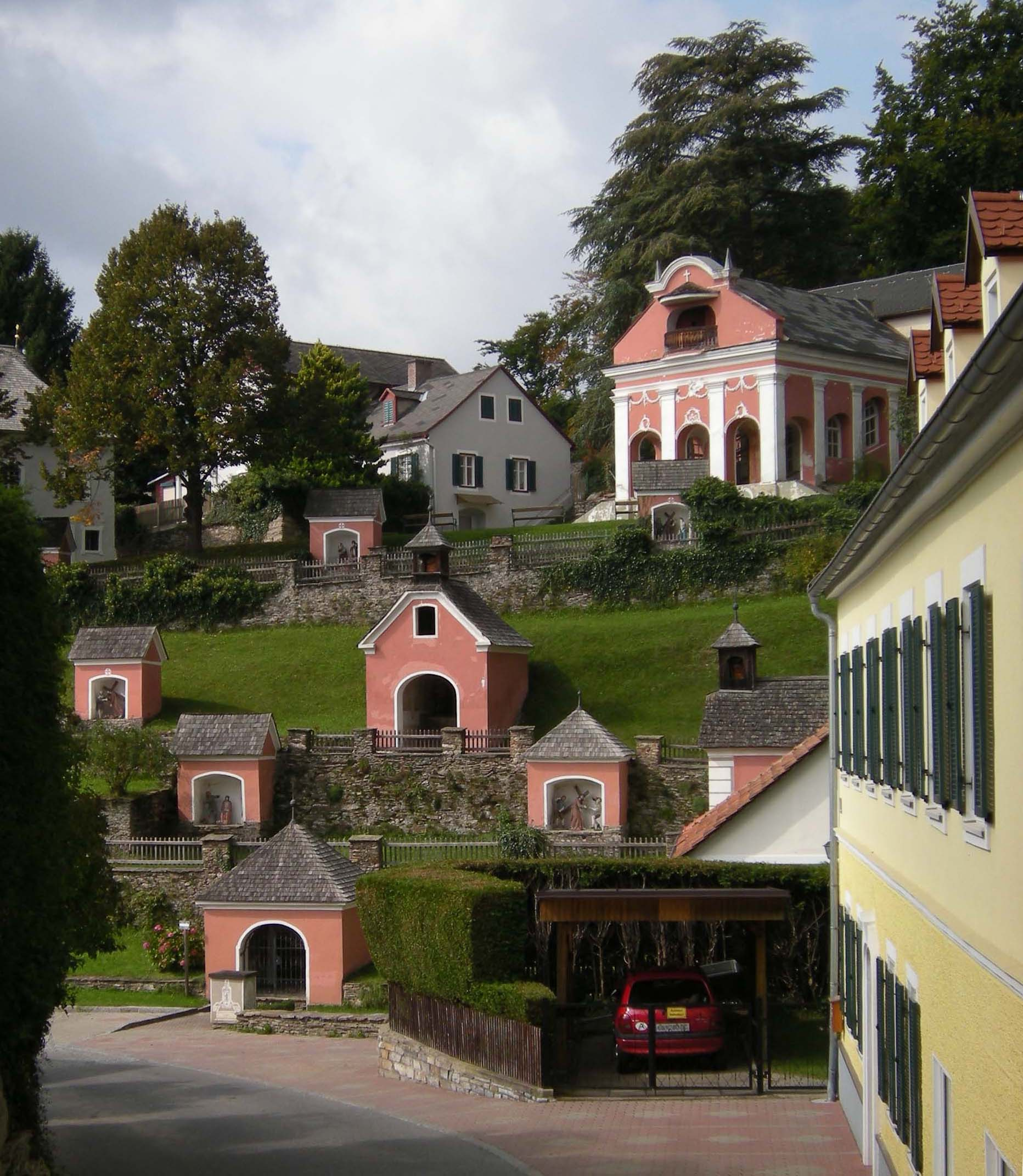
A kálváriadomb

Sankt Radegund bei Graz Nyugat-Stájerországban fekszik, a Grazi-hegyvidéken, az 1445 m magas Schöckl hegy lábánál, kb. 15 km-re északra Graztól. Egyéb jelentős hegycsúcsai a Zwölferkogel (1192 m), az Erhardhöhe (1049 m) és a Hohenberg (1048 m). Területén ered a Rabnitzbach, a Rába mellékfolyója. Az önkormányzat 7 települést egyesít: Diepoltsberg (242 lakos 2015-ben), Ebersdorf (176), Kickenheim (109), Rinnegg (526), Sankt Radegund bei Graz (727), Schöckl (118) és Willersdorf (165).
A környező önkormányzatok: keletre Kumberg, délre Weinitzen, délnyugatra Stattegg, északnyugatra Semriach, északra Gutenberg-Stenzengreith.

## Története
A 6. században szlávok telepedtek meg a térségben de rájuk már csak egyes helynevek emlékeztetnek (mint pl. a Schöckl). At oklevelek tanúsága szerint 1185-ben már állt egy majorság Diepoltsbergben és megépült egy kis templom is. A birtokot a 11. században épült Ehrenfels várából ellenőrizték, amely 1439-ben házasság révén a Stubenbergekhez került, majd nem sokkal később lakatlanná vált és romba dőlt. 
A falu templomának 1295-ben Szt. Radegundis vált a védőszentjévé. Nevét hamarosan a település is felvette, először 1403-ban hivatkoznak így rá. 
1841-ben itt alapították meg Stájerország első hidegvizes szanatóriumát, St. Radegund azóta - különösen miután igazgatója. Dr. Gustav Novy 1864-ben azt jelentősen kibővítette - a fürdővárosok sorába tartozik. A Monarchia idejében különösen a magyar nemesség körében volt divatos. Postahivatala 1867-ben, távírókapcsolata 1870-ben létesült. 
A község ma is fontos gyógyüdülőhely, elsősorban a szív- és érrendszeri betegségeket kezelik a helyszínen. 1968-ban hivatalosan is klimatikus gyógyüdülőhellyé nyilvánították. 

## Lakosság
A Sankt Radegund bei Graz-i önkormányzat területén 2017 januárjában 2123 fő élt. A lakosságszám 1939 óta többé-kevésbé gyarapodó tendenciát mutat. 2015-ben a helybeliek 96,1%-a volt osztrák állampolgár; a külföldiek közül 1,6% a régi (2004 előtti), 1,5% az új EU-tagállamokból érkezett. 2001-ben a lakosok 84,3%-a római katolikusnak, 3,6% evangélikusnak, 8,4% pedig felekezet nélkülinek vallotta magát. Ugyanekkor 10 magyar élt a községben. 

## Látnivalók
- A 18. században kiépült, 22 stációs Skt. Radegundi kálváriadombot az ország legszebb népi kálváriadombjaként tartják nyilván.
- a Novystein egy 20 méter magas obeliszk, amelyet a szanatórium egykori vezetője, Gustav Novy emlékére emeltek
- az 1513-ban épült, késő gótikus Szt. Radegundis-plébániatemplom
- a 19. században létrehozott Forrásösvény 22 kiépített forrást köt össze. Megemlítendő a Magyar Madonna-forrás, amely a magyar vendégek adományaiból készült.
- Ehrenfels várának romjai ma magántulajdonban vannak, csak kívülről tekinthető meg.

## Fordítás
- Ez a szócikk részben vagy egészben  a   Sankt Radegund bei Graz című német Wikipédia-szócikk ezen változatának fordításán alapul.  Az eredeti cikk szerkesztőit annak laptörténete sorolja fel. Ez a jelzés csupán a megfogalmazás eredetét és a szerzői jogokat jelzi, nem szolgál a cikkben szereplő információk forrásmegjelöléseként.